# Thalictrum pringlei
Thalictrum pringlei är en ranunkelväxtart som beskrevs av S. Wats.. Thalictrum pringlei ingår i släktet rutor, och familjen ranunkelväxter. Inga underarter finns listade i Catalogue of Life.